# Elmira Syzdykova
Elmira Anuarbekovna Syzdykova (5 febbraio 1992) è una lottatrice kazaka.

## Biografia
Ha rappresentato la Kazakistan ai Giochi olimpici estivi di Rio de Janeiro 2016, vincendo la medaglia di bronzo nei 69 chilogrammi.

## Palmarès
- Giochi olimpici

Rio de Janeiro 2016: bronzo nei 69 kg.
- Campionati asiatici

Astana 2014: bronzo nei 69 kg.
Doha 2015: argento nei 69 kg.
Bangkok 2016: argento nei 69 kg.
Biškek 2018: bronzo nei 76 kg.
Nuova Delhi 2020: bronzo nei 76 kg.
Almaty 2021: oro nei 76 kg.
- Giochi asiatici indoor e di arti marziali

Aşgabat 2017: bronzo nei 69 kg.